# 4003 Schumann
4003 Schumann (1964 ED) là một tiểu hành tinh nằm phía ngoài của vành đai chính được phát hiện ngày 8 tháng 3 năm 1964 bởi F. Borngen ở Tautenburg.